# Bacchisa cyanipennis
Bacchisa cyanipennis es una especie de escarabajo longicornio del género Bacchisa, tribu Astathini, subfamilia Lamiinae. Fue descrita científicamente por Breuning en 1961.

## Descripción
Mide 9 milímetros de longitud.

## Distribución
Se distribuye por China.